# Hollywood Records
Hollywood Records — американский звукозаписывающий лейбл, принадлежащий Disney Music Group, дочерней компании Disney Platform Distribution.

## История
Лейбл Hollywood Records был основан в 1989 году, генеральным директором компании Disney Майклом Айснером. Главной идеей лейбла было расширение музыкальной деятельности компании, а также разработка и продвижение карьеры большого количества исполнителей в различных жанрах. В 1991 г. у лейбла начинаются финансовые проблемы. Единственным крупным успехом стало соглашение с группой Queen, после смерти вокалиста группы Фредди Меркьюри. Но проблемы всё же продолжали оставаться и даже после приобретения в 1997 году Mammoth Records. После небольшого успеха, лейбл Mammoth Records был объединён с Hollywood Records.
В 1998 году компания приняла решение объединить компании Walt Disney с Hollywood, Lyric Street и Mammoth с Walt Disney Music Publishing, создав Buena Vista Music Group (ныне Disney Music Group) и назначив Боба Кавалло председателем группы и президентом Hollywood Records.
Проблемы продолжались до 2003 года, пока лейбл не запустил музыкальную карьеру Хилари Дафф; и это был настоящий успех. Альбом был продан тиражом более 5 миллионов копий и стал началом успешной бизнес модели для лейбла. Hollywood Records вместе с Каналом Дисней и Радио Дисней, проявляют новое поколение исполнителей музыки. Дафф была лучшей певицей. С ней компания продала более 13 миллионов копий. Исполнители такие, как The Cheetah Girls, Raven-Symone, Zoë Bielen, Майли Сайрус, Ванесса Хадженс, Деми Ловато, Селена Гомес , Братья Джонас и R5 повторяют эту маркетинговую модель. В то же время, лейбл продолжает развивать их карьеру с ничтожно малой коммерцией. Лейбл также записывает саундтреки к фильмам Touchstone Pictures. В 2010 году лейбл Lyric Street Records полностью переходит под контроль Hollywood Records, вместе со всеми её контрактами.

## Hollywood BASIC

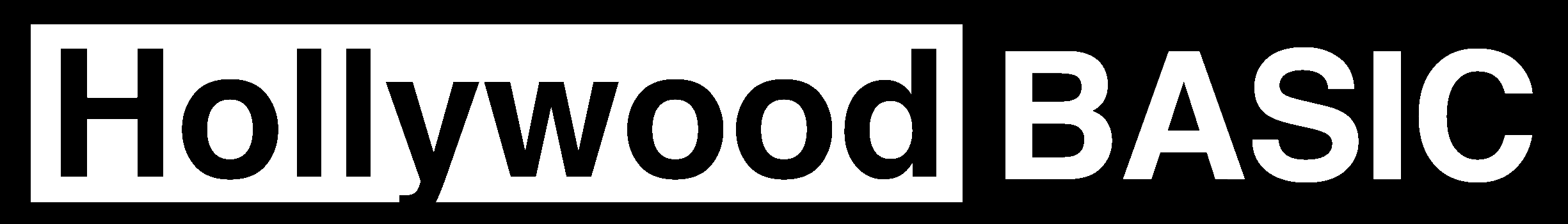

Hollywood BASIC [sic] был недолго существующим лейблом Hollywood Records, ориентировавшимся на хип-хоп музыке, которым управлял Дейв Функенклейн. Компания существовала с 1990 по 1995 год. Лейбл не смог существовать после перераспределения главных сделок PolyGram Records. Все звукозаписи лейбла были удалены, за исключением тех, которые были репрессированы в соответствии с новой сделкой с дуэтом Organized Konfusion. Это был первый лейбл для записи DJ Shadow, выпустившего свой «Lesson 4» (указав в соавторстве Double Dee и Steinski); на другой стороне они в 1991 году записали сингл Lifers' Group. Хип-хоп группа состояла из заключённых, осужденных и отбывающих наказание в Rahway Prison в Нью-Джерси. Они также выпустили Shadow’s Legitimate Mix на B-стороне группы Zimbabwe Legit в 1992 году. Другие крупные релизы были с дуэтом Organized Konfusion; их многочисленный второй альбом «Stress: The Extinction Agenda» (1994) широко известен. Лейбл также был домом и для Charizma и Peanut Butter Wolf, несмотря на то, что после смерти Charizma в 1993 году, музыка дуэта не была выпущена. Позже Peanut Butter Wolf создаст свою звукозаписывающую компанию Stones Throw Records, чтобы сделать эту музыку доступной для всех. В список исполнителей Hollywood BASIC входили Charizma и Peanut Butter Wolf, Lifers' Group, Organized Konfusion, Raw Fusion и Zimbabwe Legit.

## Hollywood METAL
Hollywood METAL — недолго существующий лейбл среди компании Hollywood Records, который должен был быть направлен на рок и хэви-метал музыку. Но кроме промовыступлений исполнителей Hollywood Records, лейбл так и не смог реализоваться.

## Дистрибьютор
После запуска лейбла в 1989 году, дистрибьютером Hollywood Records в США и Канаде стала компания Elektra Records. В 1995 году дистрибьютером по Северной Америке становится компания PolyGram (ныне Universal Music Group). Сегодня Universal Music Group продаёт и распространяет каталог Hollywood Records в Северной Америке, Канаде, Европе, Азии, Южной Америке, Мексике и Индии; одновременно компания Avex продаёт и распространяет каталог Hollywood Records в Японии. Кроме того, несколько исполнителей Hollywood Records, в точности Майли Сайрус, Деми Ловато, Jonas Brothers, Selena Gomez & The Scene, Connect 3 и Аннель Серецерес, так же записываются в Universal Music UK’s Fascination Records. В других странах дистрибьютером является партнер компании Дисней EMI Music.